# 布吕河
布吕河（法語：Brutz，法語發音：[bʁy]）是法国大西洋卢瓦尔省与伊勒-维莱讷省的河流，是塞姆农河的左支流，长24.5千米，发源自维勒波，于泰耶与苏尔瓦什之间流入塞姆农河。